# سرس-۹۳۳۱۶
سرس-۹۳۳۱۶ (انگلیسی: CEERS-93316) کهکشانی با جابه‌جایی بالا به سرخ با طیف‌سنجی انتقال به سرخ z=۴٫۹ است. قابل توجه، انتقال به سرخی که در ابتدا گزارش شد، فتومتری بود (z = ۱۶٫۴)، و این سرس-۹۳۳۱۶ را به اولین و دورترین کهکشان مشاهده شدهٔ شناخته‌شده تا آن زمان تبدیل می‌کرد.
از طرفی، سرس-۹۳۳۱۶ مسافت طی نور (زمان نگاه به عقب) ۱۲٫۶ میلیارد سال را دارد و با توجه به انبساط جهان، فاصله همراه کنونی ۲۵٫۷ میلیارد سال نوری است.